# Deviodontia
Deviodontia is een monotypisch geslacht van schimmels behorend tot de familie Hymenochaetaceae. De typesoort is Deviodontia pilaecystidiata.